# Potwarmus
Genre
Potwarmus est un genre éteint de rongeurs muroïdes, considéré comme proche de la divergence entre les cricétidés et les muridés. Il vivait en Asie au Miocène moyen,  il y a entre 15,98 et 11,63 Ma (millions d'années). Son nom fait référence à la région du Potwarm, au Pakistan, où il a été initialement découvert et décrit.

## Liste des espèces
- † Potwarmus flynni Lopez Antonanzas, 2009
- † Potwarmus minimus Lindsay, 1988
- † Potwarmus primitivus (Wessels, de Bruijn, Hussain & Leinders, 1982)
- † Potwarmus thailandicus (Jaeger, Tong, Buffetaut & Ingavat, 1985)

## Référence
- (en) Lindsey, 1988 : Cricetid rodents from Siwalik deposits near Chinji Village. Part 1: Megacricetodontinae, Myocricetodontinae and Dendromurinae. Palaeovertebrata (Montpellier), vol. 18, n. 2, p. 95-154.